# Гиперкапния
Гиперкапни́я (др.-греч. ὑπερ- — чрезмерно; καπνός — дым) — состояние, вызванное избыточным количеством CO2 в крови; отравление углекислым газом. Является частным случаем гипоксии. Противоположность гипокапнии, чрезмерному снижению CO2.
Симптоматика гиперкапнии неспецифическая, особенно при хроническом отравлении. Важную диагностическую роль играет депрессия, развивающаяся по мере накопления углекислоты в организме. При острой гиперкапнии может возникать одышка, тошнота и рвота, головная боль, головокружение, цианоз слизистых оболочек и лица, потливость, нарушение зрения, сонливость, спутанность и потеря сознания.
Критической концентрацией углекислого газа в воздухе, вызывающей быструю потерю работоспособности и ухудшение состояния человека, считается 6 %, но гиперкапния может развиваться и при меньшей концентрации.
Гиперкапния может возникнуть в следующих случаях:
- При пользовании неисправных дыхательных аппаратов замкнутого цикла (ребризёров).
- В плохо вентилируемых барокамерах, где содержат группу людей.
- При опрокидывании тяги дымохода и нарушении правил эксплуатации и обслуживания газовых котлов, водонагревателей, тепловых пушек, наряду с отравлением угарным газом.
- При забивке баллонов акваланга.
- При использовании компрессора с плохими фильтрами в душном непроветриваемом помещении.
- При плавании с очень длинной дыхательной трубкой: при выдохе в такой трубке остаётся старый воздух с повышенным содержанием СО2, и пловец вдыхает его в следующем дыхательном цикле.
- При задержках дыхания под водой. Многие подводники стараются экономить воздух и задерживают выдох. Это и приводит к отравлению СО2, от чего начинаются головные боли.
- В результате аллергических реакций организма.[источник не указан 772 дня]
- При проведении опытов с большими объёмами сухого льда в замкнутых помещениях[2].

Лечение производится чистым кислородом, но ни в коем случае не при повышенном давлении — пропорционально парциальным давлениям газов гемоглобин не будет успевать освобождаться от кислорода и захватывать углекислый газ. Повышенное давление кислорода — тоже причина гиперкапнии.
Для контроля гиперкапнии и гипокапнии в медицине используют капнограф — анализатор содержания углекислого газа в выдыхаемом воздухе. Углекислый газ обладает большой диффузионной способностью, поэтому в выдыхаемом воздухе его содержится практически столько же, сколько в крови, и величина парциального давления CO2 в конце выдоха является важным показателем жизнедеятельности организма.

## Средства индивидуальной защиты органов дыхания
При использовании СИЗОД для защиты от воздушных загрязнений, маска (или другая лицевая часть) должны изолировать органы дыхания от окружающей атмосферы — и это затрудняет удаление выдыхаемого углекислого газа. В результате при вдохе в органы дыхания может попасть воздух, в котором содержание углекислого газа превышает предельно допустимое более чем в 2 раза, развивается гиперкапния.
Длительное использование респираторов (фильтрующих полумасок) приводило к головным болям и приёму анальгетиков у значительной части медицинского персонала, часть медиков была на больничном из-за использования фильтрующих полумасок.